# هربرت هاغ
هربرت هاغ (بالألمانية: Herbert Haag)‏ هو قسيس سويسري وألماني، ولد في 11 فبراير 1915 في زينغن في ألمانيا، وتوفي في 23 أغسطس 2001 في لوسرن في سويسرا.